# Monte Prosa
Der Monte Prosa ist ein Berg im Gotthardmassiv.
Der Berg ist 2737 m ü. M. hoch und liegt nordöstlich des Gotthardpasses auf dem Gebiet der Tessiner Gemeinde Airolo. Er kann über den Nordostgrat bestiegen werden. Der Berg wird aus frühpermischem Granit aufgebaut. Dieser als Prosa-Granit bezeichnete Granit ist eine Varietät des Rotondo-Granits (vgl. Pizzo Rotondo).
Der Gotthard-Strassentunnel führt rund 1000 Meter tiefer als die Gotthard-Passhöhe unter dem Berg hindurch, und die von der Passhöhe erreichbare Festung Sasso da Pigna ist in den Monte Prosa hineingebaut worden.
Bei den von Friedrich Schiller in seinem «Berglied» von 1804 erwähnten «Zwei Zinken ragen ins Blaue der Luft» handelt es sich um den Monte Prosa und die Fibbia.

## Bilder

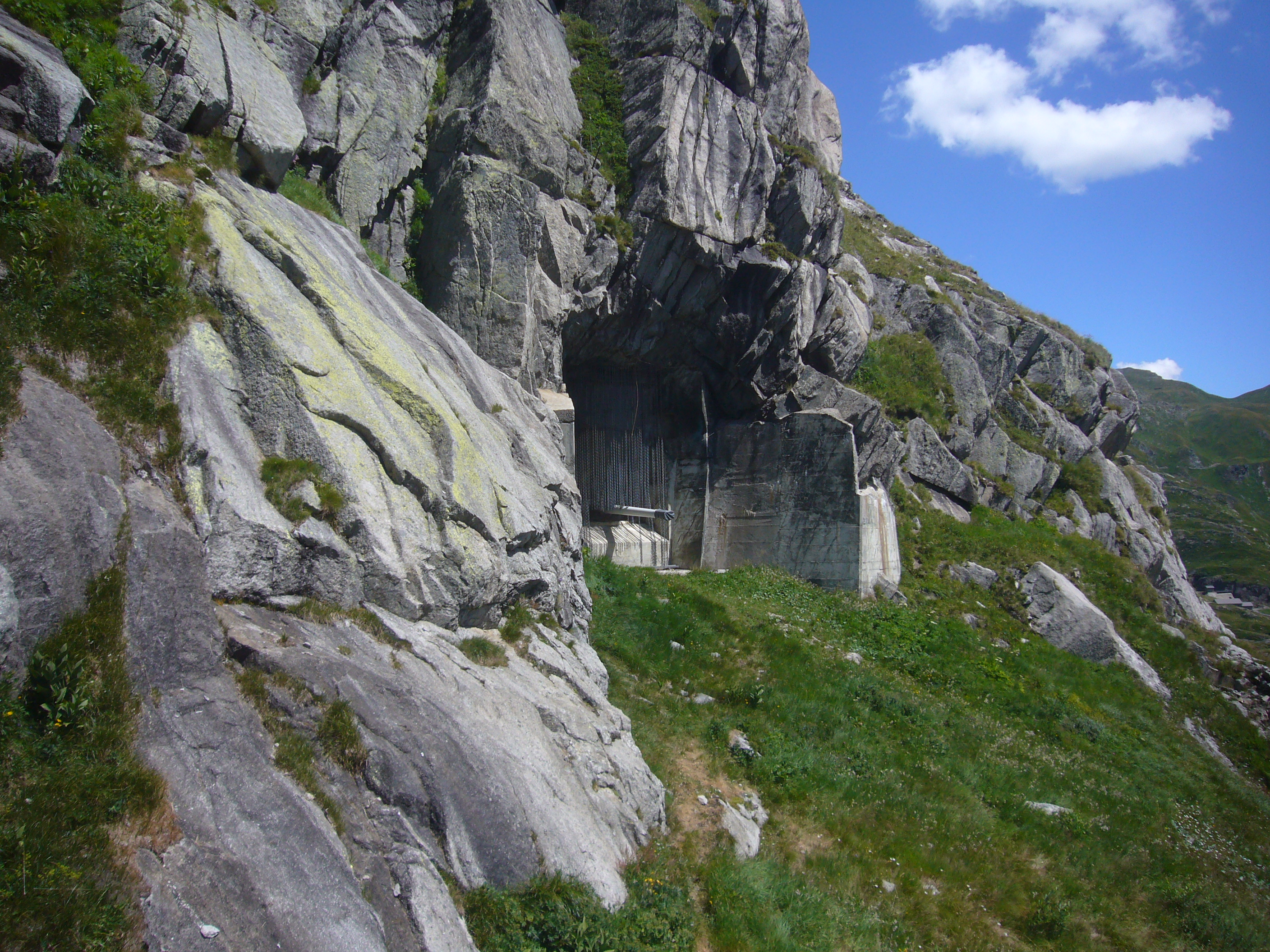
Schiessscharte der Gotthard-Festung mit Kanone an der Südflanke des Monte Prosa
Pizzo Centrale und Nebengipfel („Centrale-Gruppe“) vom Monte Prosa aus gesehen. Historische Aufnahme von Leo Wehrli (1913)